# 실효 가격
실효 가격(實效價格)은 실제의 소비시장에서 유효하게 작용하고 있는 실질평균가격이다.
가격에는 공정 가격과 암시세(暗時勢)가 있어서, 그 어느 것도 바른 가격 수준이라고는 할 수 없기 때문에 그 양쪽을 고려하여 각각의 거래 수량을 가중평균(加重平均)한다―하여 산출한다. 소비자 물가지수 중에서도 특히 주식의 지수산정(指數算定)으로 쓰인다.

## 같이 보기
- 가격